# Vitaly Zdorovetskiy
Vitaly Zdorovetskiy /vɪˈtæli zəˌdɒrəˈvjɛtski/ vih-TAL-ee zə-DORR-ə-VYET-skee (tiếng Nga: Вита́лий Здорове́цкий; sinh ngày 8 tháng 3 năm 1992), thường được biết đến với tên kênh YouTube là VitalyzdTv, là một nhân vật YouTube người Nga-Mỹ. Tính đến Tháng 1 năm 2018, kênh YouTube chính của anh đã có hơn 1.5 tỷ lượt xem và hơn 9.5 triệu lượt đăng ký, kênh vlog của anh đang có hơn 250 triệu lượt xem và 1.9 triệu lượt đăng ký.